# Ellen Sarah Greenwood

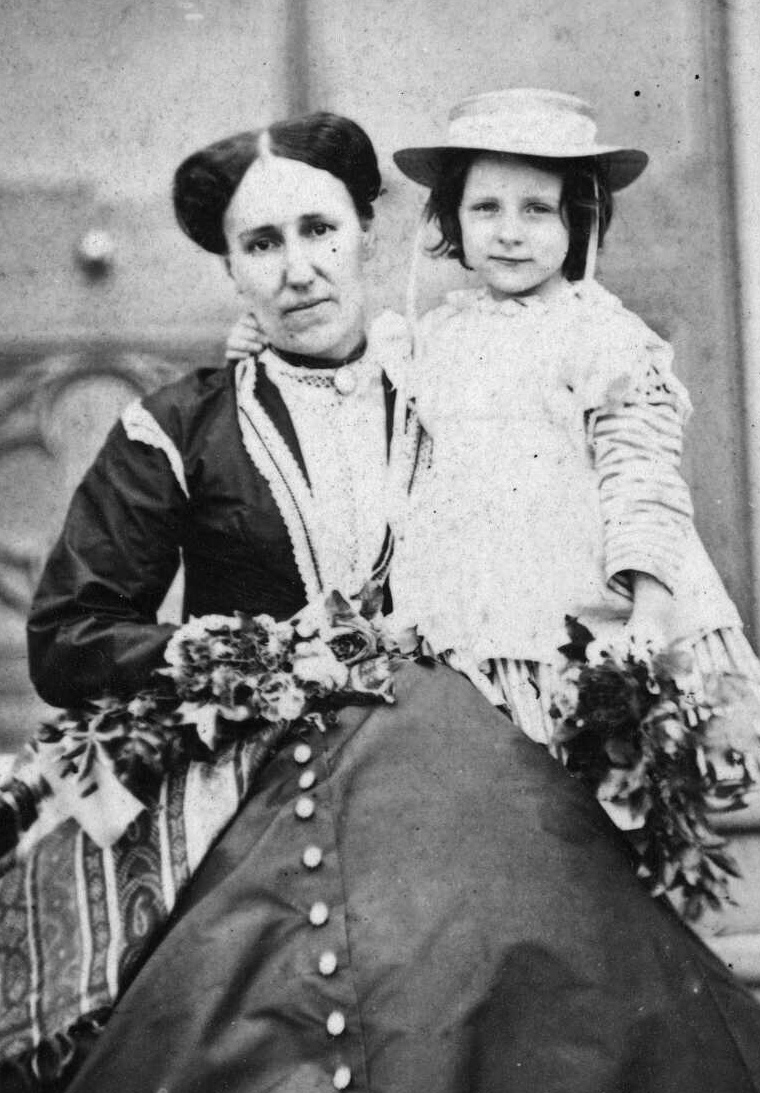
Ellen Sarah Greenwood
zwischen 1861 und 1868

Ellen Sarah Greenwood (* 19. Februar 1837 in Mitcham, Grafschaft Surrey, England; † 29. November 1917 in Wellington, Neuseeland) war eine neuseeländische Lehrerin, sozial engagierte Frau und Präsidentin verschiedener von ihr mitgegründete Organisationen.

## Frühes Leben
Ellen Sarah Greenwood wurde am 19. Februar 1837 als zweite Tochter der Eheleute Sarah Greenwood und John Danforth Greenwood, einem Chirurgen, in Mitcham der Grafschaft Surrey geboren und am 27. April des gleichen Jahres getauft. Als ihr Vater im selben Jahr aus gesundheitlichen Gründen seinen Beruf aufgeben musste, zogen sie nach Charenton-le-Pont in Frankreich. 1842 interessierte sich die Familie für Neuseeland und wanderte ein Jahr später dahin aus.

## Neuseeland
Am 29. März 1843 erreichte die Familie Nelson an der Westküste der Südinsel von Neuseeland, zogen dann aber weiter nach Motueka, wo die Familie schließlich siedelte. Anfangs lebten sie im Zelt, während der Vater das Haus baute. Ellens Mutter unterrichtete sie und ihre Geschwister, von denen es im Laufe der Zeit dreizehn gab, täglich in unterschiedlichen Fächern, wobei Sprachen, Mathematik, Musik und Kunst ein Teil davon waren.
Um 1860 nahm Ellen eine Stelle als Gouvernante in Auckland an. Sie betreute dort die Kinder des damaligen Gouverneurs Thomas Gore Browne. Als dieser am 10. Dezember 1861 zum Gouverneur von Tasmanien ernannt wurde, zog sie mit um. Nach ihrer Rückkehr nach Neuseeland im Jahr 1868 ging sie nach Nelson, um ihrer Mutter in der von ihr gegründeten Schule Woodlands House zu helfen. Nachdem ihre älteste Schwester Mary 1868 in Wellington eine eigene Mädchenschule eröffnet hatte, schloss sich Ellen ihr um 1871 an und eröffnete aber am Taranaki Place (heute Teil der Dixon Street) ihre eigene Tagesschule. Einige ihrer Schwestern unterstützten Ellen und Mary, bis zuletzt nur noch sie beide und die Schwester Annie als unverheiratete Frauen übrig blieben. 1883 schloss Ellen ihre Schule und zog zu ihrer Schwester Mary, um sie weiter in ihrer Schule zu unterstützen. 1886 gingen beide in ihren Ruhestand.
Neben ihrem Engagement als Lehrerin war sie 1878 Gründungsmitglied der Wellington Ladies' Christian Association (WLCA), über die sie Bedürftige in Gefängnissen besuchte und mit wohltätiger Arbeit Frauen und Kinder half. 1879 übernahm sie die Position der Sekretärin in der Organisation und wurde 1899 zu deren Präsidentin gewählt, ein Amt, das sie bis 1916 innehatte. 1879 half sie bei der Gründung des Alexandra Home for Friendless Women, wo obdachlose, mittellose, kranke und unverheiratete schwangere Frauen aus ganz Neuseeland jeweils für mehrere Monate häusliche und Erziehungsfähigkeiten erlernen konnten. Vielen verhalf die Ausbildung zu einer Anstellung in einem fremden Haushalt. Auch war sie 1896 maßgeblich an der Gründung des Levin Memorial Home for Girls beteiligt, in dem verwaister Mädchen und junge Frauen Erziehung und Ausbildung erhielten. In beiden letztgenannten Organisationen war sie ebenfalls über mehrere Jahre Präsidentin.
Ellen Sarah Greenwood verstarb am 29. November 1917 in Wellington. Sie war zeit ihres Lebens alleinstehend und unabhängig, und leistete einen wichtigen Beitrag zur Organisation karitativer Hilfe für Frauen und Kinder, die von der Gesellschaft oft ignoriert oder abgelehnt wurden.